# Glàndula uretral
Les glàndules uretrals o periuretrals (en llatí glandulae urethrales urethrae masculinae, també anomenades glàndules de Littre en honor del metge i anatomista francès Alexis Littré, o glàndules de Morgagni per Giovanni Battista Morgagni) són glàndules exocrines que es desprenen de la paret de la uretra dels mamífers mascles. Aquestes glàndules són responsables de generar mucosa que s'incorpora al semen. Solen ser més nombroses a la part de la uretra que travessa el penis.